# 反消費主義

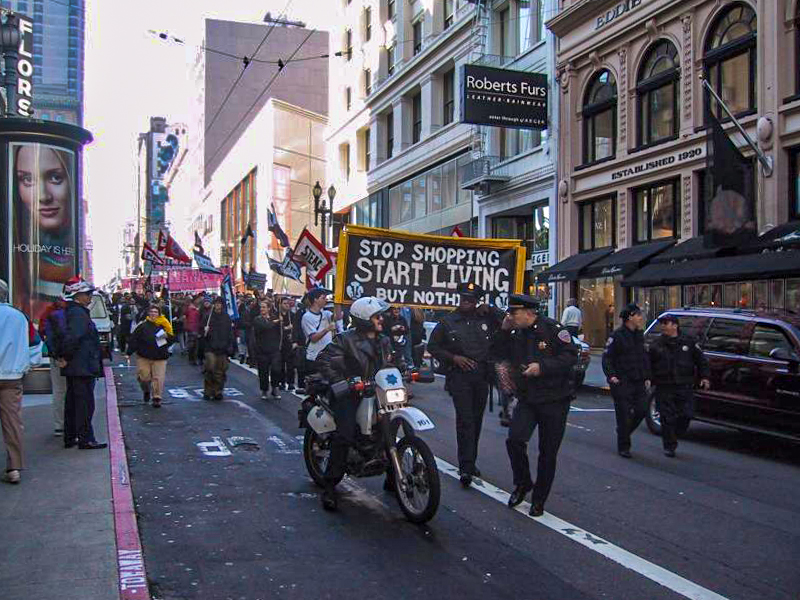
反消費的遊行

反消費主義（Anti-consumerism）指以社會或政治運動反對消費主義的一切行为，反消費主義者反對過份地將個人的幸福等同與購買所得來的物質財富，觀點與消費主義所認為的花錢消費是人生享受愉快之源對立。

## 歷史
- 在法國革命前夕，當地貧富懸殊，貴族的消費主義令人民產生仇富主義，和要求共產主義。
- 在英國工業革命，自動化大量生產出現產品供過於求，為了「創造」消費者，所以消費主義成為資本主義的核心價值。消費主義意識的推廣媒體，包括好萊塢電影及商業廣告。[1][2]

## 外部參考
1. ↑  Veblen, Thorstein (1899):  The Theory of the Leisure Class: an economic study of institutions, Dover Publications, Mineola, N.Y., 1994, ISBN 0-486-28062-4. (另見: .   [2010-08-28]. （原始内容存档于2020-04-14） （英语）.
2. ↑  .   [2010-08-28]. （原始内容存档于2009-02-28） （英语）.

- （美）丽莎・茵・普兰特. . 陈子 等译. 中华工商联合出版社. 2000年2月: 362页. ISBN 9787801006288.

## 外部連結
- 香港不消費日
- 文佳筠：反消费主义、以我为主的现代化低碳生活方式